# Grecka Armia Ochotnicza
Grecka Armia Ochotnicza (gr. Εθνικός Ελληνικός Στρατός, Ellinikos Ethinikos Stratos, EES, dosłownie: Narodowe Greckie Wojsko) – nazwa ochotniczych kolaboracyjnych oddziałów zbrojnych w północnej Grecji podczas II wojny światowej.
Pod koniec 1943 r. zaczęły powstawać ochotnicze oddziały w sile batalionu lub kompanii, które wespół z Niemcami walczyły przeciwko lewicowym partyzantom ELAS. Współdziałały one z Batalionami Bezpieczeństwa i żandarmerią. Operowały w rejonie miejscowości Edessa, Tessaloniki, Verria, Kilkis, Serres. Na ich czele stali greccy nacjonalistyczni b. oficerowie armii i żandarmerii. Oddziały EES stacjonowały w niemieckich garnizonach, a w razie potrzeby wyruszały w teren. Miały wsparcie lokalnych antykomunistycznych milicji. Ich członkowie wywodzili się w większości z nacjonalistycznej Panhelleńskiej Organizacji Wyzwolenia (PAO) rozbitej przez ELAS. Nosili niemieckie mundury wojskowe i policyjne z grecką flagą na lewym lub prawym ramieniu, z wyjątkiem milicjantów ubranych po cywilnemu.
Najbardziej znanym oddziałem EES był Poulos Verband dowodzony przez b. oficera greckiej armii płk. George’a Poulosa. Pod koniec 1944 r. został wysłany do Słowenii, gdzie walczył z komunistyczną partyzantką. W marcu 1945 r. przeniesiono go do Austrii, gdzie ochraniał tzw. Grecki Komitet Narodowy, a także takich serbskich kolaborantów, jak gen. Milan Nedić, czy patriarchę Serbii Gabriela. Po zakończeniu wojny płk G. Poulos został w 1946 r. rozstrzelany, zaś wielu b. członków EES walczyło w greckiej wojnie domowej, przeciw komunistycznej partyzantce DSE.